# Сражение у Пхохана
Сражение у Пхохана между силами ООН и Северной Кореи произошло в начальной стадии Корейской войны в период с 5 по 20 августа 1950 года в окрестностях города Пхохан (Южная Корея). Битва была частью обороны Пусанского периметра и одной из серии масштабных сражений, которые проходили одновременно. Битва закончилась победой сил ООН, которые отразили атаку трёх северокорейских дивизий и отбросили их. Сражение проходило на восточном гористом побережье страны.
Силы армии Южной Кореи при поддержке ВМС и ВВС США обороняли восточное побережье страны, составлявшее часть Пусанского периметра. Несколько северокорейских дивизий пересекли гористую местность и попытались отбросить силы ООН, последовала тяжёлая битва на пересечённой местности, окружающей Пхохан, через который проходила жизненно важная линия снабжения основных сил ООН у Тэгу.
После двух недель кровавых боёв между северокорейскими и южнокорейскими наземными силами, в ходе которых пункты местности неоднократно переходили из рук в руки, ни одной стороне не удалось взять верх. Ввиду растущих потерь и разрушенных линий снабжения измученным северокорейским войскам пришлось отступить.

## Предыстория

### Начало войны

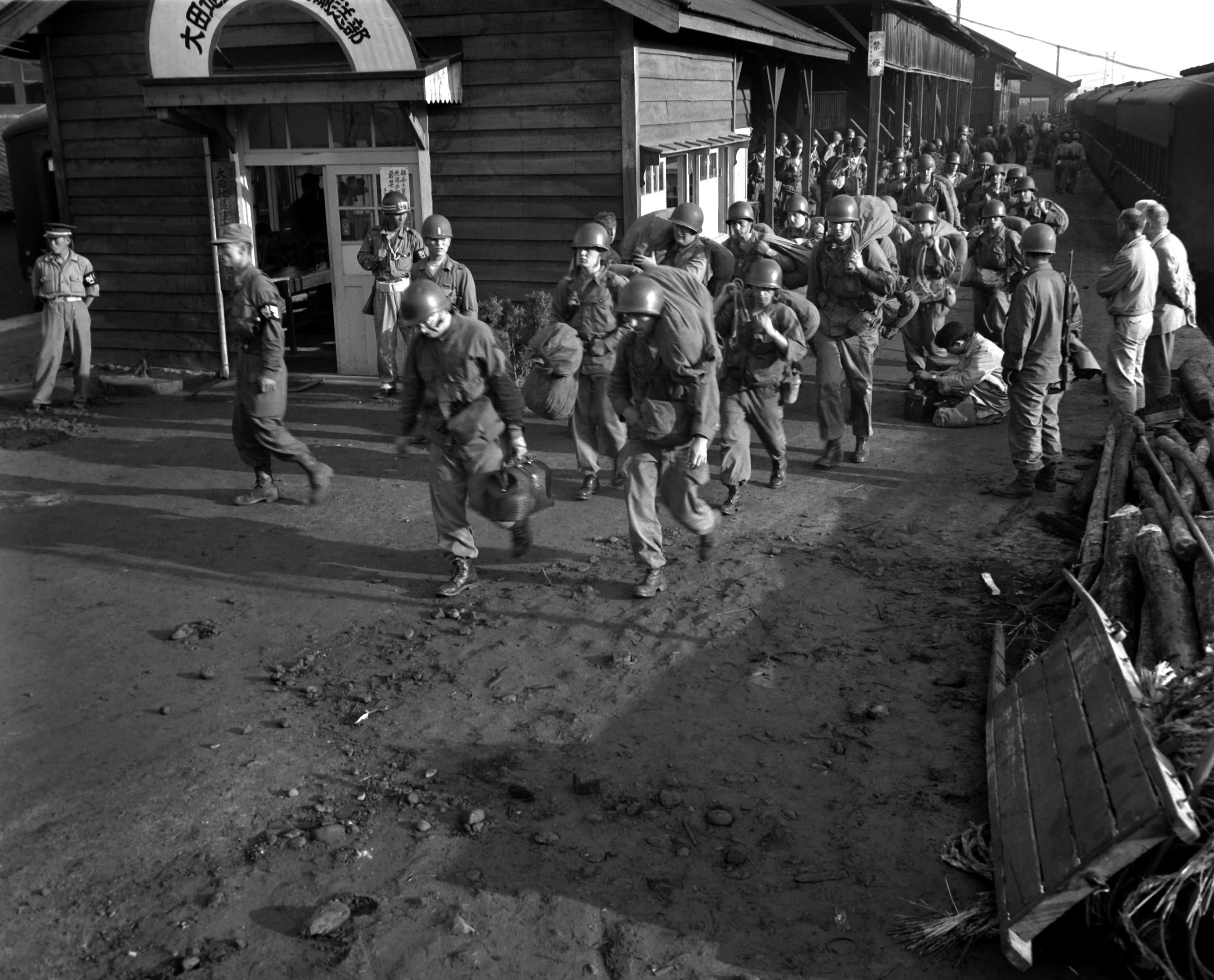
Боевая группа Смит прибывает в Южную Корею.

В ходе вторжения северокорейцев в Корейскую республику (Южная Корея) и последующей вспышке Корейской войны 25 июня 1950 года, Совет Безопасности ООН проголосовал за вмешательство в конфликт от лица Южной Кореи. США как член ООН немедленно отправили сухопутные войска на Корейский полуостров, чтобы отбросить северокорейских интервентов и предотвратить коллапс Южной Кореи. Однако после окончания второй мировой войны (пятью годами раньше) американские силы на Дальнем Востоке подверглись значительному сокращению. К тому времени ближайшей американской наземной частью была 24-я пехотная дивизия, расквартированная в Японии.
Передовые части 24-й пехотной дивизии 5-го июля понесли тяжёлое поражение в битве при Осане (первое боестолкновение между американскими и северокорейскими войсками). Первый месяц после разгрома боевой группы «Смит» силы 24-й дивизии периодически отбрасывалась на юг превосходящими в людях и материалах силами северокорейцев (в ходе боёв за Чочивон, Чонан и Пхёнтхэк). В итоге 24-я дивизия встала насмерть у Тэджона и в последующей битве была почти полностью уничтожена, но ей удалось задержать северокорейское наступление до 20 июля. К этому времени численность боевых сил Восьмой армии приблизительно сравнялась по численности с северокорейскими силами, продолжающими атаки на Пусанский периметр, в то время как почти ежедневно прибывали свежие части ООН.
В то время как 24-я пехотная дивизия сражалась на западном фронте, 5-я и 12-я северокорейские пехотные дивизии неуклонно наступали на восточном фронте. Северокорейская армия, насчитывающая 89 тыс. человек, наступала на Южную Корею шестью колоннами, чтобы застать противника врасплох и полностью разгромить его. Меньшая по численности, неорганизованная и неоснащённая южнокорейская армия оказалась неподготовленной к войне. Превосходящие числом северокорейские силы подавили сопротивление разобщённых южнокорейских сил численностью до 38 тыс. солдат и неотвратимо двинулись на юг.

### Северокорейское наступление

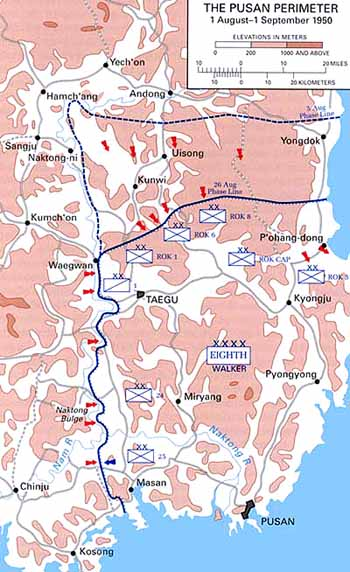
Карта Пусанского периметра в августе 1950 года. Битва у Пхохана произошла на северо-восточной части периметра.

После падения Тэджона северокорейские силы приступили к окружению Пусанского периметра со всех сторон. 4-я и 6-я северокорейские дивизии пошли в наступление на юг, проводя широкий фланговый манёвр. Две дивизии попытались обойти левый фланг сил ООН, но в ходе манёвра сильно распылились. В то же время 5-я и 12-я северокорейские дивизии атаковали южнокорейцев на правом фланге. Превосходящие числом северокорейские дивизии при поддержке бронетехники наступали на позиции войск ООН и Южной Кореи, раз за разом громили их и отбрасывали на юг. 21 июля командование 2-го северокорейского корпуса отдало приказ 12-й северокорейской дивизии к 26-му июля захватить Пхохан.
Хотя силы южнокорейцев на правом фланге постоянно отбрасывались на юг, они усилили своё сопротивление, надеясь задержать северокорейцев как можно дольше. Обе стороны сражались неся тяжёлые потери за контроль над несколькими городами. Южнокорейцы ожесточённо обороняли Йондок, но всё же были отброшены назад. Также они вступили в битву при Андоне, пытаясь задержать северокорейское наступление на Пхохан до начала августа. К 26-му июля южнокорейские силы прошли через несколько значительных реорганизаций и получили большое число новобранцев, их силы возросли до 85.871 человек.

### Восточный коридор
Восточный коридор Пусанского периметра (данный участок к тому времени удерживался силами южнокорейского фронта) проходит через практически непроходимую местность. Главная дорога тянется от Тэгу (в 80 км на востоке) к Пхохану на восточном побережье южной Кореи. С севера на юг идёт только одна основная дорога, она идёт от Андона проходит через Йончхон и соединяется с серединой главной дорогой (между Тэгу и Пхоханом).
Единственный альтернативный природный проход через эту линию находится у города Анганг-ни в 19 км к западу от Пхохана. Проход идёт по долине, рассекающей пересечённую местность к основному железнодорожному узлу Кёнджу, который являлся перевалочным пунктом для осуществления снабжения Тэгу. Командующий 8-й армией генерал Уолтон Уокер решил не укреплять сильно эту область, так как полагал что местность не даст противнику возможность провести сколь-нибудь значимую атаку. Вместо этого Уокер планировал реагировать на атаки, перебрасывая подкрепления по транспортным путям и осуществлять поддержку с воздуха с аэропорта Йонил (располагался к югу от Пхохана).
За исключением долины, лежащей между Тэгу и Пхоханом, гористая местность вдоль линии фронта представлялась практически непроходимой. Её образовывали горы Тэбак, простирающиеся с севера на юг вдоль восточного побережья корейского полуострова. Местность вдоль южнокорейской линии фронта к северо-востоку от Пхохана была особенно ненадёжной, передвижения в этом районе представлялись очень затруднительными. Таким образом, северная линия Пусанского периметра, образованного силами ООН, базировалась на особенностях местности, представлявшей природную защиту от наступлений. Вместе с тем пересечённая местность затрудняла коммуникации обороняющихся (особенно южнокорейских сил).

### Силы противников

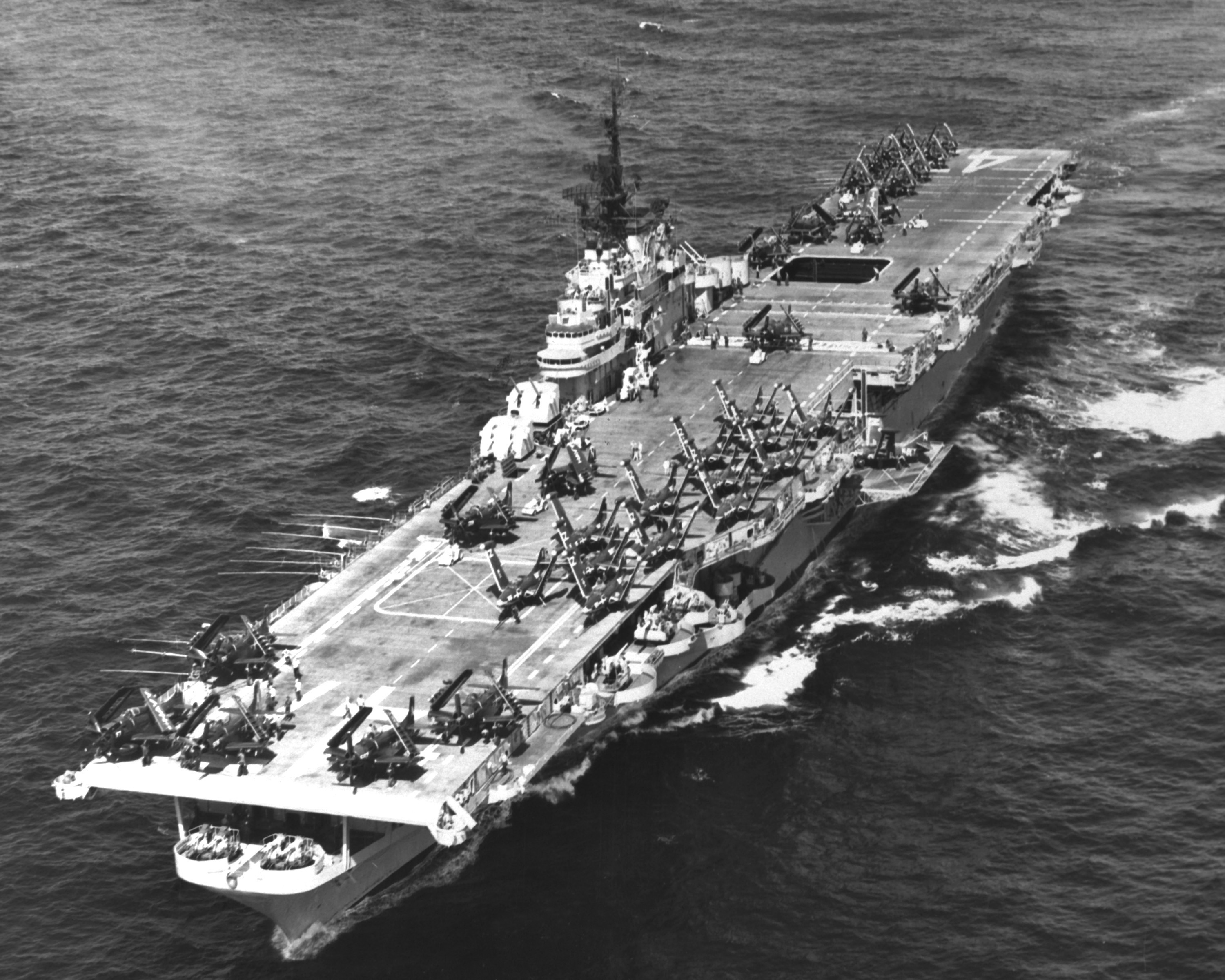
Авианосец USS Philippine Sea CV-47 в ходе Корейской войны.

Армия Корейской республики (58 тыс. чел.) состояла из двух корпусов и пяти дивизий, располагавшихся вдоль линии от востока к западу. 8-я южнокорейская механизированная пехотная и Главная южнокорейская механизированная пехотная дивизии находились в подчинении у командования первого корпуса армии южной Кореи, 1-я и 6-я южнокорейские пехотные дивизии находились в подчинении у командования второго корпуса. Воссозданная третья дивизия находилась под прямым командованием руководства сухопутных сил. Боевой дух частей ООН находился на низкой отметке в связи с большим числом поражений, которые они претерпели в начальный период войны. К этому времени армия Южной Кореи уже потеряла около 70 тыс. человек.
К этому времени пятый корпус ВВС США предоставил 45 истребителей Р-51 «Мустанг» (самолёты пребывали на аэропорту Йонгил) для обеспечения прикрытия с воздуха, в море находились несколько кораблей американского флота, обеспечивая поддержку с моря. Самолёты авианосцев Valley Forge и Philippine Sea обеспечивали эвакуацию раненых и попавших в окружение, тяжёлые крейсера Helena и Toledo — артиллерийскую поддержку войскам, сражающимся в городе.
Силы северокорейской армии были организованы в десять дивизий со смешанным вооружением и первоначально насчитывали 90 тыс. хорошо подготовленных и оснащённых бойцов с сотнями танков Т-34. Однако оборонительные действия американских и южнокорейских сил значительно задержали северокорейское наступление, при этом потери последних составили 58 тыс. человек и большое количество танков. Чтобы компенсировать эти потери, северокорейскому командованию приходилось полагаться на менее опытные войска и на призывников, большинство из которых было набрано из захваченных областей Южной Кореи.
Северокорейские силы страдали от недокомплекта людей и оборудования, дивизии были далеко не укомплектованы. От запада к востоку стояли 8-я пехотная, 12-я и 5-я дивизии и 766-й отдельный пехотный полк. К 5-му августа 8-я северокорейская дивизия насчитывала 8 тыс. человек, 5-я — 6 тыс., 12-я — 6 тыс., 766-й отдельный полк — 1,5 тыс., общая численность северокорейских войск составляла по меньшей мере 21.500 бойцов.

## Битва

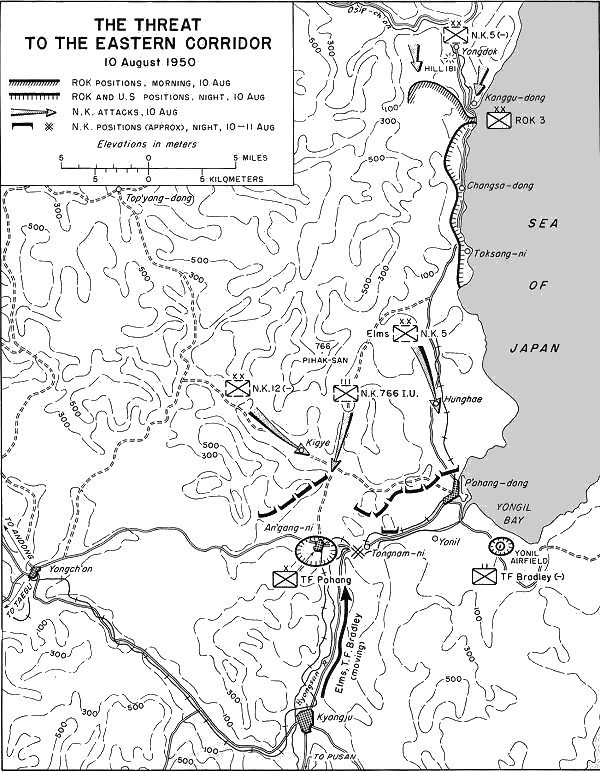
Наступление КНА на линии ООН, 10 августа 1950.

В начале августа три северокорейские дивизии пошли в наступление на южнокорейскую линию обороны через три прохода местности. 8-я северокорейская дивизия атаковала Йонгчон, 12-я — Пхохан, 5-я во взаимодействии с 766-м отдельным пехотным полком — Анганг-ни у Кидже, в 9,7 км к северу от города. Южнокорейские силы были намного хуже подготовлены и экипированы, таким образом представляя собой слабейшую часть Пусанского периметра. Северокорейское командование осознавало это и предполагало наиболее возможным успех наступления.

### Начальные манёвры
Атака 8-й северокорейской дивизии почти сразу же была остановлена. Дивизия двигалась на Йонгчон из Ыйсона, но ей не удалось достичь коридора Тэгу-Пхохан после флангового манёвра 8-й южнокорейской дивизии, заставшего северокорейцев врасплох. 3-й полк 8-й северокорейской дивизии был почти полностью уничтожен южнокорейцами, 2-й полк попытался выручить своих товарищей и при этом потерял 700 человек. По меньшей мере шесть танков были уничтожены ударами самолётов F-51 «Мустанг» ВВС США и попав на мины.
Битва была настолько тяжёлой, что 8-я дивизия была вынуждена перейти к обороне и удерживать позиции за неделю до попытки наступления. Когда ей, наконец, удалось двинуться вперёд, непродолжительное наступление снова завязло в южнокорейской обороне. Дивизии пришлось остановиться во второй раз, дожидаясь подкреплений. Две последующие атаки имели больший успех, застав врасплох силы ООН, северокорейские силы быстро отбросили назад южнокорейцев.
Восточнее поля битвы северокорейской восьмой и южнокорейской восьмой дивизий 12-я южнокорейская дивизия перешла реку Нактонган у Андона, двигаясь через горы малыми группами, чтобы достичь Пхохана. Дивизия была далеко неукомплектована и, по меньшей мере, одной артиллерийской батарее пришлось отправить свои орудия назад на север, поскольку для них не было боеприпасов. Стратеги ООН не ожидали, что у 12-й дивизии получится настолько эффективно просочиться в район.
9-го августа силы 25-го полка главной южнокорейской механизированной дивизии попытались установить связь через горы у Кудже с 3-й южнокорейской дивизией к югу у Йонгдока. Полк продвинулся на 4 км на север, наткнулся на сильную северокорейскую оборону и был отброшен почти на 8 км на юг. Для командования силами ООН стало ясным, что северокорейцы обошли с фланга 3-ю южнокорейскую дивизию. Она удерживала дорогу в 32 км к северу от Пхохана, но в глубине гористой местности обороны не было, и здесь просочились северокорейские части.
В это время 3-я южнокорейская дивизия, обороняющая приморскую дорогу на Пхохан, вступила в тяжёлые бои с 5-й северокорейской дивизией. Бои сосредоточились вокруг города Йодок, который несколько раз переходил из рук в руки. 5-го августа северокорейцы вновь захватили город и отбросили южнокорейцев на юг. 6-го августа в 19.30 южнокорейцы предприняли контрнаступление, чтобы взять обратно высоту.
Американская авиация и корабли обработали город ракетами, напалмом и снарядами, после чего южнокорейские 22-й и 23-й полки ворвались в город. Однако силам 5-й северокорейской дивизии удалось просочиться по береговой дороге от Йодока к Хунгхэ и взять в кольцо 3-ю южнокорейскую дивизию в нескольких милях у Пхохана. 766-й отдельный северокорейский пехотный полк обошёл позиции 3-й южнокорейской дивизии и захватил окрестности Пхохана.
Ввиду жестокой нехватки живой силы южнокорейское командование отправило роту студентов оборонять среднюю пхоханскую школу для девочек, чтобы задержать северокорейское наступление на город. В течение 11-ти часов 71 студент доблестно обороняли позицию против всё более растущих северокорейских сил. 48 студентов погибли в бою. Часть этой битвы отображена в фильме «71: В огне».

### Контрнаступление сил ООН
10-го августа командование 8-й армии собрало боевую группу Пхохан из 17-го, 25-го и 26-го южнокорейских полков, 1-го антипартизанского, морского южнокорейских батальонов и батарею 18-го американского батальона полевой артиллерии с целью выбить северокорейцев из горного района. Также командование 8-й армии собрало боевую группу Брэдли из подразделений 8-го пехотного полка 2-й американской пехотной дивизии. Группе Брэдли под командой бригадного генерала Джозефа С. Брэдли, помощника командира 2-й пехотной дивизии предписывалось оборонять Пхохан против 766-го отдельного северокорейского полка, уже просочившегося в город.
11-го августа боевая группа Брэдли вышла из аэропорта Йонгил, чтобы контратаковать северокорейские войска в окрестностях Пхохана, в то время как боевая группа Пхохан атаковала из области Анганг-ни. Обе группы немедленно столкнулись с сопротивлением северокорейских сил. К тому времени северокорейцы уже взяли Пхохан. Последовала серия боёв в районах Пхохана и Анганг-ни, южнокорейские сухопутные силы при поддержке американских ВВС сражались с группами северокорейских сил.
12-й северокорейской дивизии, действующей в долине к западу от Пхохана, удалось отбросить назад боевую группу Пхохан и главную южнокорейскую механизированную дивизию. В то же время 766-й отдельный северокорейский полк и подразделения 5-й северокорейской дивизии сражались с группой Брэдли у города Пхохан и южнее него. Северокорейским войскам пришлось покинуть Пхохан из-за обстрела с кораблей американского флота, начались бои за высоты, окружающие город, который так и остался ничейной территорией.

### Отступление сил ООН

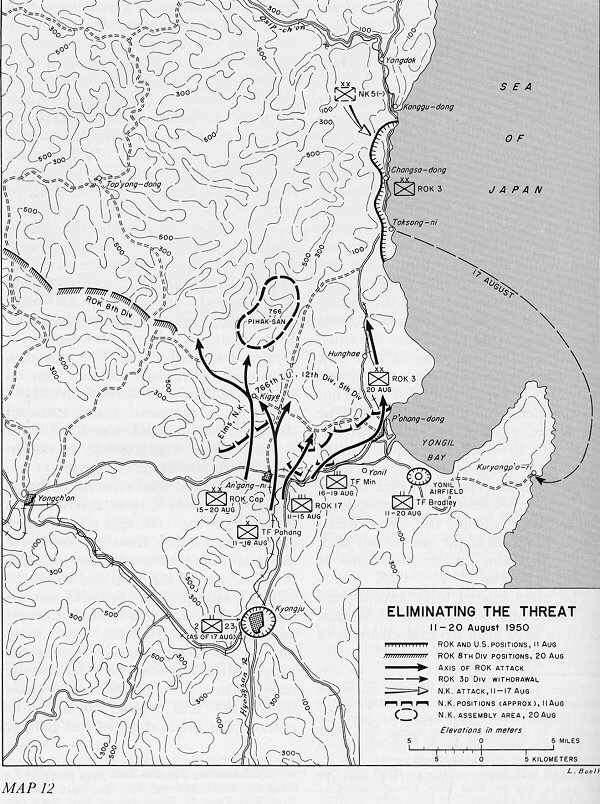
Южнокорейские войска после интенсивных боёв отбрасывают северокорейские силы на север, 11-20 августа.

К 13-му августа северокорейские войска уже действовали в горах к западу и к юго-западу от аэродрому Йонгил. Командование ВВС США из соображений безопасности приказало убрать 45 самолётов Р-51 из 39-й и 40-й боевых эскадрилий со взлётно-посадочной полосы, невзирая на недовольство генерала Макартура. Тем не менее, взлётно-посадочная полоса находилась под защитой сухопутных войск ООН и никогда не попадала под прямой огонь северокорейцев. Эскадрильи перебазировались в город Цуки, на острове Кюсю (Япония).
3-я южнокорейская дивизия начала испытывать растущее давление со стороны 5-й северокорейской дивизии. Северокорейское командование продолжало атаковать южнокорейскую дивизию, надеясь ввергнуть её в коллапс и создать вокруг неё всё более сжимающийся мешок. Южнокорейская дивизия была вынуждена отступить дальше на юг к деревне Чангса-донг, где командование американского флота начало приготовления к эвакуации этой дивизии при помощи больших десантных кораблей и амфибийных транспортных средств DUKW-353.
Дивизию перевезли морем на 32 км на юг через залив Йонгил, затем она присоединилась к скоординированной атаке сил ООН, имевшей цель выбить северокорейцев из района. Эвакуация была проведена в ночь на 16-е августа при мощной поддержке флота. Всего морем на юг было переправлено 9 тыс. человек из состава дивизии, 1200 полицейских и 1 тыс. рабочих. Северокорейские войска находились уже в 19 км от Тэгу.

### Разгром северокорейцев
К 14-му августа многочисленная группировка из 5-й и 12-й северокорейских дивизий, как и 766-й отдельный полк, целиком сосредоточились на взятии Пхохана. Однако им не удавалось удержать город ввиду превосходства американцев в воздухе и корабельных обстрелов города. Цепочка снабжения дивизии была разорвана, к северокорейцам не поступала пища, амуниция и прочее снабжение. Пленные северокорейцы показывали, что не получали пищи с 12-го августа и были настолько истощены, что не могли больше сражаться. Противостоящие им главная южнокорейская моторизованная дивизия и боевые группы Пхохан и Брэдли объединились для подготовки последнего наступления, чтобы выбить северокорейцев из района.
15-го августа началось финальное контрнаступление войск ООН против застрявших северокорейских войск. Несколько дней продолжались тяжёлые бои за Пхохан, каждая сторона, наступая и отступая, понесла большие потери. К 17-му августа силы ООН выбили северокорейцев из коридора Конджу и Анган-ни, устранив непосредственную опасность для дороги снабжения к Тэгу. 766-й северокорейский отдельный полк, сократившийся до 1,5 тыс. человек был вынужден отступить на север, чтобы избежать окружения.
12-я северокорейская дивизия, численность которой также уменьшилась до 1,5 тыс. бойцов, оставила Пхохан, понеся тяжёлые потери. Эти два формирования объединились и получили подкрепления, численность переформированной 12-й северокорейской дивизии возросла до 5 тыс. человек. К 19-му августа северокорейские войска полностью отказались от наступления и отошли в горы. Части Столичной механизированной южнокорейской дивизии продвинулись на 3.2 км к северу от Кидже, в то время как 3-я южнокорейская дивизия снова захватила Пхохан и на следующий день пошла на север. Южнокорейские войска были отброшены на несколько миль, но всё же они пытались отразить северокорейцев.

## Послесловие
Битва при Пхохане стала переломной точкой для северокорейских частей, находящихся на пике истощения после продолжительных боёв. Северокорейские линии снабжения были растянуты, что привело к коллапсу снабжения, в чём видится главная причина их поражения. Американское превосходство в воздухе также сыграло важную роль в исходе битвы, повторяющиеся бомбовые удары американской авиации не давали северокорейцам выполнять свои цели и удерживать позиции.
Оценить общие потери северокорейской и южнокорейской сторон очень сложно ввиду плохой организации боевых частей обеих сторон. Некоторые части были полностью уничтожены в ходе сражения, что ещё более затрудняет точную оценку. Согласно меморандуму южнокорейской армии, начиная с 17-го августа 3 800 северокорейцев было убито и 181 боец захвачен в плен. Тем не менее уровень потерь, по всей вероятности, должен быть выше. 12-я северокорейская дивизия потеряла по меньшей мере 4 500 человек (5-го августа согласно докладам её численность составляла 6 тыс. чел., 17-го августа — только 1,5 тыс. чел.